# توغو (قناة تلفزيونية)
توغو هي فقرة تلفزيونية منذ عام 2001، حيث تظهر على قناة سوبرار تي ال  وتستهدف الشريحة العمرية من السادسة إلى 13 عاما. الاسم الحالي ظهر لأول مرة في نفس العام، حيث كانت تبث  في السابق البرنامج العادية، برامج الأطفال. هذا هو اسم توغو بدون اختصار، ولكن يبعث في الخيال.

## الشعارات
- 2003: توغو –.اسمها هكذا - هكذا.
- من 2003 إلى 6. كانون الثاني / يناير 2008: توغو– عالمك من سوبر ار تي ال.
- 7. كانون الثاني / يناير 2008 إلى 28. فبراير 2013: توغو – لأنه يمتع.
- 1. آذار / مارس 2013 إلى 3. كانون الثاني / يناير 2014: توغو من سوبر ار تي ال.
- 4. كانون الثاني / يناير 2014 إلى 13. نيسان / أبريل 2017: كامل توغو، كاملة 1ي (لي)!
- منذ 13. نيسان / أبريل 2017: توغو - تستمر!

تاريخ شعارات البث
الشعار الأول من عام 2001 إلى 6. كانون الثاني / يناير 2008
الشعار الثاني من 7. كانون الثاني / يناير 2008 إلى 4. كانون الثاني / يناير 2014
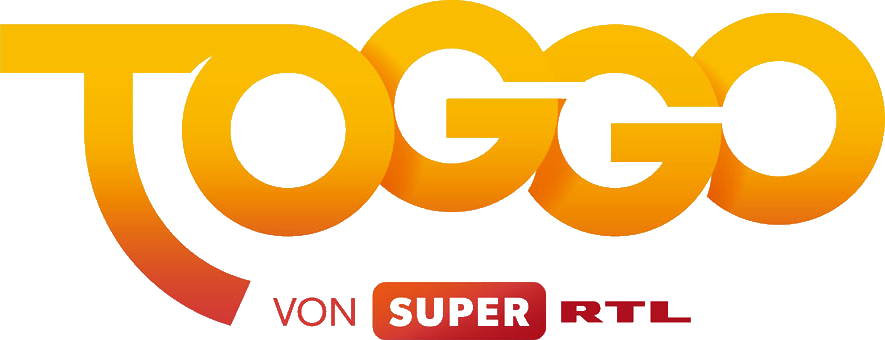
الثالث الشعار منذ 5. كانون الثاني / يناير 2014
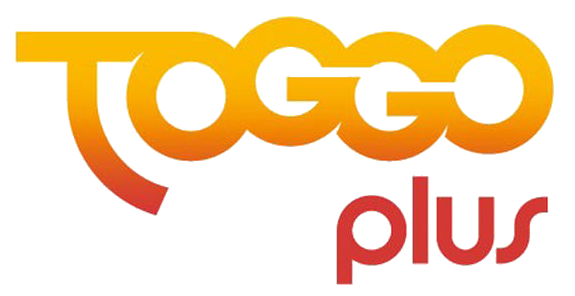
شعار توكو بلس من 4. حزيران / يونيو 2016

## توغولينو
توغولينو هي الفقرة اليومية  من توغو وسوبر ار تي ال، والتي سوف تبث في الصباح. وهو يستهدف إلى الأطفال في سن ما قبل المدرسة (من 3 إلى 6 سنوات). وتتكون الفقرة من مسلسلات من جديد و  قديمة. قبل 4. كانون الثاني / يناير 2014 بثت توغولينو سلاسل جديدة ك  ميكي ينادي يحيا النادي، ابطال بلدة هيجلي وصغار اينشتاين (ديزني جونيور).

## البرامج

### البرامج الاجنبية
- نوبة فن
- يحيا أنجيلو
- بانانا في البيجاما
- المعمار بوب
- ثانوية الوحوش
- براتز
- كامب لازلو
- الوالدان السحريان
- التوأم المختلف
- النمر الوردي
- صائدو التنين
- ديزني مغامرات دببة الأساطير
- إد، إدد وإدي
- منزل فوستر
- فينغر تيبس
- المشهورون الخمسة
- جورج وجونغل (فيلم)
- المستكشفان
- هيوجو، حيوان الادغال
- السمندل المرح
- أي. ان. كي
- جوناس - السلسلة
- مغامرات طيارة
- كارتين وعالم الحيوان
- ليغو نينجاغو: أبطال السبينجيتسو
- متجر الحيوانات الألفية
- لوكي لوك: المغامرات الجديدة
- المغامرات الجديدة لنموش
- حظ جيد تشارلي
- لحن الحورية
- لحن الحورية بيتشي بيتشي بور
- مستر بين (مسلسل رسوم متحركة)
- نورمان (رسوم متحركة)
- أوغي والمشاكسون
- سالي بوليود
- هيا نرقص
- صابرينا (مسلسل رسوم متحركة)
- سوكي فو
- سونيك تحت الأرض
- صوني ويذ أه تشانس
- سبونج بوب سكوير بانتس
- أندي المثالي
- ين يانغ يو

### بعض الانتاجات
- بانارو ("يوميات نجمة")
- بيفور("يوميات نجمة")
- تشيرونا ("يوميات نجمة")
- دي. آي. إي– المبحقق في استخدام
- تلفزيون اليعسوب – تعرف على الأثار
- ياماتامي ("يوميات نجمة")
- كاترين وعالم الحيوانات
- كيبيما
- بادي في جولة
- بفيفيكوس ("الساحر")
- كو - بوت – المسابقة
- ريدي بادي شو
- شياس ارينا – عرض اللعب المجنون
- نادي الألعاب الخارقة
- توغو  موسيقى/ توغو صوت النادي
- توغو توتال
- توغو تي في
- توغو يونايتد
- واو مستكشف المنطقة
- يووميي("يوميات نجمة")
- ووزل غوزل

### مشاهدة سلاسل سابقة
- توغو تي في

## الإنترنت والأنشطة الترفيهية

### الإنترنت
- toggo.de – صفحة  البرامج
- toggo-cleverclub.de صفحة ألعاب نجوم توغو (مجانا)
- toggo-mobile.de صفحة الهاتف مزود توغو المحمول

### الأنشطة الترفيهية
- توغو تور(جولة خلال عشرة المدن الألمانية)
- توغو يوم ممتع(يوم المرح مع الكثير من الأنشطة في أربعة مدينة ملاهي في ألمانيا)
- توغو  المخيم الصيفي 2007-2012 (بين ثلاثة وسبعة مخيمات مع العديد من الأنشطة الترفيهية في ألمانيا)

### الموسيقى
منذ عام 2002، بدأت توغو بإصدار سيديات موسيقية (من CD 9 "توغو ميوزك ").

## وقت الإرسال
توغو تبث على أيام الأسبوع بين الساعة 12:00 و 20:15 مساء في عطلة نهاية الأسبوع من الساعة 9:00 صباحا. بين 6:00 و 9:00 و 12:00 يبث فقرة للأطفال ما قبل المدرسة، توغولينو.

## لوغو
شعار فقرة البرامج تم عرضه في عام 2001 و 2014, بجوار الشعار العادي. حتى عام 2008، كان من أسفل إلى اليمين من عام 2008 إلى عام 2014 أعلاه إلى اليمين. على النقيض تم  تغيير شعارات القناة في عام 2008، ولكن التعديلات على الشعار كانت طفيفة.
4. كانون الثاني / يناير 2014 حصلت توغو على  شعار جديد. من أجل مواجهة القناة المنافسة الجديدة من قناة ديزني (ألمانيا) (حيث بدأت ديزني ألمانيا بالبث المجاني). الشعار استبدل  أثناء بث البرنامج في إحدى فقرات القناة، ولكن هذا هو الشعار الحالي.

## وصلات ويب
- Seite von Toggo
- Seite vom Toggo Cleverclub
- Seite von Toggo Mobile
- Charts CH